# Nicolae Fulgeanu
Nicolae Fulgeanu (n. 31 martie 1971, București, România) este un fost jucător român de polo pe apă care a concurat la Jocurile Olimpice de vară din 1996.